# Geraesta hirta
Geraesta hirta là một loài nhện trong họ Thomisidae.
Loài này thuộc chi Geraesta. Geraesta hirta được Eugène Simon miêu tả năm 1889.